# 연락선은 떠난다
"연락선은 떠난다"는 한국에서 제작된 김진섭 감독의 1964년 영화이다. 박노식 등이 주연으로 출연하였고 주동진 등이 제작에 참여하였다.

## 출연

### 주연
- 박노식
- 이경희
- 김승호
- 신카나리아

## 기타
- 조명: 이인식
- 미술: 홍성칠